# Caracal International
Die Caracal International LLC ist ein Waffenhersteller mit Sitz in Abu Dhabi. Das Unternehmen bietet ein Portfolio von Kleinwaffen wie Pistolen, Maschinenpistolen, Sturmgewehren und Scharfschützengewehren an für den Einsatz durch Zivilisten oder Strafverfolgungs- und Militärbehörden. Caracal International gehört zur EDGE Group, einem Staatskonzern der Vereinigten Arabischen Emirate. Die Firma hat ihren Namen vom Wüstenluchs Karakal.

## Geschichte

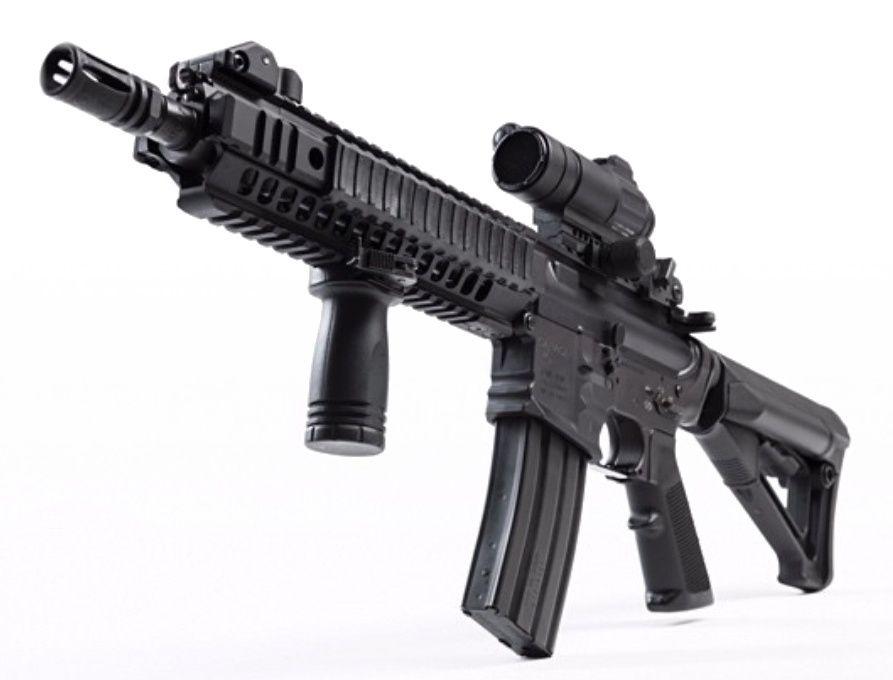
Sturmgewehr Caracal CAR 816

Die Vereinigten Arabischen Emirate, die bisher über keine nennenswerte Feuerwaffenindustrie verfügten, wollten unabhängig von importieren Waffen werden. Zu diesem Zweck wurde im Jahre 2007 Caracal International als Tochter der staatseigenen Tawazun Holding gegründet. Es wurde zunächst die Caracal-Pistole produziert. Im selben Jahr kündigte Caracal International an, die deutsche Merkel Jagd- und Sportwaffen sowie das Vertriebsnetzwerk in Europa und den USA zu übernehmen, um die Präsenz auf den globalen Märkten zu steigern. Die deutsche Caracal GmbH, eine Tochtergesellschaft der Merkel Jagd- und Sportwaffen GmbH, hat ihren Sitz in Suhl.
Anfang 2012 eröffnete Caracal International eine Tochtergesellschaft in den Vereinigten Staaten als Caracal USA mit Sitz in Trussville, Alabama. Im September 2013 kündigte Caracal einen Rückruf aller C-Modellpistolen an. Der Rückruf besagt, dass die Pistolen Sicherheitsprobleme haben, die nicht behoben werden können. Caracal erklärte daraufhin, dass eine Rückerstattung an seine Kunden erfolgen wird. Im Oktober 2013 wurde die ursprüngliche Caracal-Pistolen-Linie vom Hersteller eingestellt. Die ursprüngliche Modellreihe wurde durch die Modelle CP660, CP661 und CP662 ersetzt, da sie den ursprünglichen Caracal F-, C- und SC-Pistolenmodellen sehr ähnlich sind, jedoch mit neuem Schlitten.
Im Jahre 2013 fusionierte Caracal International mit der Tawazun Advanced Defense Systems (TADS) unter der Firma Caracal International. TADS war ein Hersteller von Scharfschützengewehren.
Seit dem Jahr 2017 konnte Caracal auch Verträge mit verschiedenen Militärs abschließen. 2017 mit dem Militär der Vereinigten Arabischen Emirate über 409 Millionen Dirham und 2018 mit dem Indischen Militär über 107 Millionen US-Dollar.
Im Jahre 2020 kam Caracal in die neu gegründete EDGE Group, als Tawazun und verschiedene andere Rüstungsunternehmen der VAE zu einer Unternehmensgruppe zusammengeschlossen wurden.

## Produkte
- Pistole
  - Caracal-Pistole

- Maschinenpistole
  - CMP 9 SMR

- Sturmgewehr
  - Caracal CAR 814
  - Caracal CAR 816
  - Caracal CAR 817AR

- Scharfschützengewehr
  - Caracal CSR 50
  - Caracal CS 308
  - Caracal CS 338
  - Caracal CAR 817-DMR

Quelle: Caracal International LLC